# Уинфийлд Ханкок
Уинфийлд Скот Ханкок (на английски: Winfield Scott Hancock, 14 февруари 1824 г. – 9 февруари 1886 г.) е офицер от кариерата от Американската армия и кандидат на Демократическата партия за президент през 1880 г. Той служи с отличие в Армията за четири десетилетия, включително служба в Мексиканско-американската война и като генерал от Съюза в Американската гражданска война. Известен на колегите си като „Ханкок Великолепни“ (Hancock the Superb), той се изтъкнал особено за лидерството си в битката при Гетисбърг през 1863 г. Един военен историк пише, „Никой друг генерал на Съюза при Гетисбърг не е доминирал мъжете си с чиста сила на присъствие по-пълно от Ханкок" Както друг пише, „... неговите тактически умения му спечелва бързото възхищение на противниците му, които го знаят като „Гърмът на армията на Потомак“. Военната му служба продължава след Гражданската война, като Ханкок участва във военната реконструкция на Юга и в присъствието на Армията на Западната граница.
Репутацията на Ханкок като военен герой при Гетисбърг, съчетана с редкия му статут като изтъкната фигура с безупречни Съюзни разбирания и възгледи в полза на щатите го правят потенциален кандидат за президент в годините след Гражданската война. Забележителната му почтеност е контра-пункт на корупцията от епохата, защото както казва президента Ръдърфорд Хейс, „... ако, когато съставяме оценката си за публична личност, видна и като войник и в цивилния живот, ние първо и главно мислим, за мъжеството му, почтеността му, чистотата му, целеустремеността му, е безсебичната му отдаденост на дълга, можем достоверно да кажем за Ханкок, че от начало до край е чисто злато.“ Тази национална популярност водят до кандидатурата му за президент от Демократическата партия през 1880 г. Въпреки че води силна кампания, Ханкок е победен от републиканеца Джеймс Гарфийлд с най-близката разлика в народния вот в Американската история.